# Вила-Реал-де-Санту-Антониу (район)
Вила-Реал-де-Санту-Антониу (порт. Vila Real de Santo António)  —  населённый пункт и район в Португалии,  входит в округ Фару. Является составной частью муниципалитета  Вила-Реал-де-Санту-Антониу. По старому административному делению входил в провинцию Алгарве (регион). Входит в экономико-статистический  субрегион Алгарве, который входит в Алгарве. Население составляет 10 542 человека на 2001 год. Занимает площадь 8,95 км².
Покровителем района считается Дева Мария (порт. Maria).